# In Your Face
In Your Face — второй альбом хард-рок-группы Kingdom Come. В поддержку альбома были выпущены два сингла, ставших небольшими хитами в Великобритании: «Do You Like It» (73-е место в UK Singles Chart) и «Overrated» (85-е место). Группа должна была отправиться в британское тур в поддержку W.A.S.P. вскоре после выпуска второго сингла, но распалась до начала тура (по иронии судьбы W.A.S.P. также потеряли своего гитариста и одного из основателей Криса Холмса в то же время, и им также пришлось отменить тур). Третий сингл «Stargazer» был отпечатан, но так и не был официально выпущен.
12-дюймовые и CD-версии сингла «Do You Like It» включают ранее не издававшуюся «Slow Down»; песня, которая не вошла в альбом.

## Список композиций
| №  | Название                      | Автор(ы)                                                                          | Длительность |
| -- | ----------------------------- | --------------------------------------------------------------------------------- | ------------ |
| 1. | «Do You Like It»              | Ленни Вольф, Рик Стайер, Дэнни Стэг, Джеймс Коттак, Джонни Б. Франк, Марти Вольфф | 3:36         |
| 2. | «Who Do You Love»             | Франк, Вольф, Вольфф                                                              | 4:12         |
| 3. | «The Wind»                    | Франк, Стэг, Вольф, Вольфф                                                        | 5:00         |
| 4. | «Gotta Go (Can’t Wage a War)» | Вольф, Коттак                                                                     | 4:24         |
| 5. | «Highway 6»                   | Вольф, Стайер, Стэг, Коттак, Франк, Вольфф                                        | 5:48         |

| №  | Название                | Автор(ы)                   | Длительность |
| -- | ----------------------- | -------------------------- | ------------ |
| 1. | «Perfect 'O'»           | Франк, Стайер, Вольф       | 3:46         |
| 2. | «Just Like a Wild Rose» | Вольф, Вольфф              | 4:30         |
| 3. | «Overrated»             | Франк, Стайер, Вольф       | 4:02         |
| 4. | «Mean Dirty Joe»        | Вольф, Вольфф              | 4:06         |
| 5. | «Stargazer»             | Вольф, Стайер, Стэг, Франк | 5:12         |

## Участники записи
| Kingdom Come: - Ленни Вольф — вокал, продюсер - Дэнни Стэг — соло-гитара, акустическая гитара, бэк-вокал - Рик Стайер — ритм-гитара, соло-гитара в «Overrated», клавишные, бэк-вокал - Джонни Б. Франк — бас-гитара, бэк-вокал - Джеймс Коттак — ударные | Технический персонал: - Кит Олсен — продюсер, звукорежиссёр, сведение - Гордон Фордайс — звукорежиссёр, сведение - Шей Бэби — ассистент звукорежиссёра - Грег Фульджинити — мастеринг в Artisan Sound Recorders, Голливуд - Хью Сайм — дизайн обложки - Джон Скарпати — портретная фотография |

## Позиции в хит-парадах
Альбом:

| Год  | Чарт                   | Позиция |
| ---- | ---------------------- | ------- |
| 1989 | Swiss Albums Top 100   | 14      |
| 1989 | UK Albums Chart        | 25      |
| 1989 | Swedish Albums Chart   | 26      |
| 1989 | Finnish Albums Chart   | 40      |
| 1989 | Billboard 200 (US)     | 49      |
| 1989 | German Albums Chart    | 66      |
| 1989 | RPM100 Albums (Canada) | 91      |

| Год  | Сингл             | Чарт                        | Позиция |
| ---- | ----------------- | --------------------------- | ------- |
| 1989 | «Do You Like It»  | Mainstream Rock Tracks (US) | 21      |
| 1989 | «Do You Like It»  | UK Singles Chart            | 73      |
| 1989 | «Who Do You Love» | Mainstream Rock Tracks (US) | 37      |
| 1989 | «Overrated»       | UK Singles Chart            | 85      |